# Antoine Gillet
Antoine Gillet, né le 22 mars 1988 à Libramont-Chevigny, est un athlète belge, spécialiste du 400 m et du relais 4 × 400 m.

## Biographie
Son meilleur temps est de 45 s 98 obtenu à Bruxelles lors de la finale des Championnats de Belgique 2013. Finale durant laquelle il termine à la deuxième place derrière Kévin Borlée.
Le 17 juillet 2009, il termine quatrième des championnats d'Europe Espoirs en 46 s 13.
Le 23 août 2009, il court la finale du relais belge aux Championnats du monde à Berlin, finale dans laquelle l'équipe belge termine à la quatrième place.
Le 14 mars 2010, à Doha, il devient vice-champion du monde en salle du relais 4 × 400 m (avec Cédric Van Branteghem, Kévin et Jonathan Borlée) en améliorant au passage le record de Belgique en 3 min 6 s 94.
En 2012, il remporte la médaille d'or du relais 4 × 400 m lors des Championnats d'Europe 2012 d'Helsinki, aux côtés de Nils Duerinck en demi-finales et de Jente Bouckaert, Jonathan et Kévin Borlée en finale. L'équipe de Belgique, qui établit la meilleure performance européenne de l'année en 3 min 1 s 09, devance le Royaume-Uni et l'Allemagne.
Ensuite, lors des Jeux olympiques de Londres, aux côtés de Jonathan, Kévin Borlée et Michael Bultheel il termine à la cinquième place du relais 4 × 400 m.

## Palmarès
| Date | Compétition                    | Lieu     | Résultat | Épreuve   | Temps         |
| ---- | ------------------------------ | -------- | -------- | --------- | ------------- |
| 2009 | Championnats du monde          | Berlin   | 4e       | 4 × 400 m | 3 min 1 s 88  |
| 2010 | Championnats du monde en salle | Doha     | 2e       | 4 × 400 m | 3 min 06 s 94 |
| 2011 | Championnats d'Europe en salle | Paris    | 3e       | 4 × 400 m | 3 min 06 s 57 |
| 2011 | Championnats du monde          | Daegu    | 5e       | 4 × 400 m | 3 min 00 s 41 |
| 2012 | Championnats d'Europe          | Helsinki | 1er      | 4 × 400 m | 3 min 01 s 09 |
| 2012 | Jeux olympiques                | Londres  | 5e       | 4 × 400 m | 3 min 01 s 83 |
| 2013 | Championnats d'Europe en salle | Göteborg | 4e       | 4 × 400 m | 3 min 07 s 98 |
| 2013 | Jeux de la Francophonie        | Nice     | 1er      | 400 m     | 46 s 64       |
| 2015 | Championnats du monde          | Pékin    | 5e       | 4 × 400 m | 3 min 00 s 24 |

### Championnats de Belgique
| Outdoor | 2008 | 2009 | 2010 | 2011 | 2012 | 2013 | 2014 | 2015 | 2016 |
| ------- | ---- | ---- | ---- | ---- | ---- | ---- | ---- | ---- | ---- |
| 200 m   | -    | 3e   | -    | 2e   | -    | -    | -    | -    | -    |
| 400 m   | 4e   | -    | 3e   | -    | 2e   | 4e   | 5e   | 4e   | 3e   |

| Indoor | 2013 | 2014 | 2015 |
| ------ | ---- | ---- | ---- |
| 200 m  | -    | -    | 1er  |
| 400 m  | 2e   | -    | -    |

## Records
| Épreuve Outdoor | Performance | Date       | Lieu      |
| --------------- | ----------- | ---------- | --------- |
| 100m            | 10 s 70     | 21/06/2014 | Bilbao    |
| 200m            | 21 s 01     | 02/08/2014 | Ninove    |
| 300m            | 33 s 61     | 10/07/2013 | Liège     |
| 400m            | 45 s 98     | 21/07/2013 | Bruxelles |

| Épreuve Indoor | Performance | Date       | Lieu      |
| -------------- | ----------- | ---------- | --------- |
| 60m            | 6 s 90      | 24/01/2015 | Gand      |
| 200m           | 21 s 14     | 21/02/2015 | Gand      |
| 300m           | 33 s 52     | 14/02/2015 | Gand      |
| 400m           | 46 s 95     | 29/01/2011 | Kirchberg |